# 4 - Griten
4 - Griten es el nombre del octavo álbum de estudio del cantante mexicano de origen argentino Laureno Brizuela. Fue publicado por WEA Latina México en 1989.

## Listado de canciones
1. Nacido en el tercer mundo
2. Dame más
3. Porque por amarte
4. Misiles (Griten Chicos).
5. Blanca Navidad
6. Si quieres amarme
7. Contigo o sin ti
8. Crazy Woman
9. Nadie te ha querido como yo
10. En ti mujer

- Datos: Q5652467